# Founder's Hall (Universidad Rockefeller)
Founder's Hall, The Rockefeller University  se encuentra en Nueva York, Nueva York.  Founder's Hall, The Rockefeller University se encuentra inscrito como un Hito Histórico Nacional en el Registro Nacional de Lugares Históricos desde el 13 de septiembre de 1974. 

## Ubicación
Founder's Hall, The Rockefeller University se encuentra dentro del condado de Nueva York en las coordenadas 40°45′47″N 73°57′18″O / 40.763056, -73.955.